# Ragnar Turesson
Ragnar Elias Turesson, född 17 april 1894 i Arvika, Värmlands län, död 25 februari 1967 i Brunskogs församling, Värmlands län, var en svensk folkmusiker.

## Biografi
Ragnar Turesson föddes 1894 i Arvika. Han var bosatt på Höglunda i Brunskogs socken.

## Upptecknade låtar
- Vals i A-dur efter Lomjansgutten. Valsen är upptecknad i Fryksdalen.[3]
- Vals i A-dur efter Lomjansgutten. Upptecknad efter Nils Olsson i Hundviken, Gunnarskogs socken.[3]
- Vals i A-dur efter Lomjansgutten. Efter Arvid Karlsson i Gårdsås, Gunnarskogs socken.[3]
- Vals i G-dur efter Lomjansgutten. Spelades av Per i Myra, Västra Ämterviks socken.[3]
- Vals i A-dur efter Lomjansgutten. Spelades av professor Lars Zetterquist i Långvak, Arvika.[3]
- Visa i D-moll, efter Turessons morfar.[3]